# Sint-Bartolomeüskerk (Tossens)
De protestantse Sint-Bartolomeüskerk is een monumentaal kerkgebouw in Tossens, een Ortsteil van Butjadingen in het Landkreis Wesermarsch in Nedersaksen.

## Geschiedenis en architectuur
De in de kern laatromaanse, vrijstaande kerk werd in het begin van de 13e eeuw gebouwd. Tegen het einde van de 15e eeuw werd een polygonaal koor met brede spitsboogramen en steunberen aangebouwd. De lage klokkenstoel werd direct in het westen aangebouwd. De voor de plaats beeldbepalende kerk staat op een kunstmatig opgeworpen heuvel om ze tegen overstromingen te beschermen.

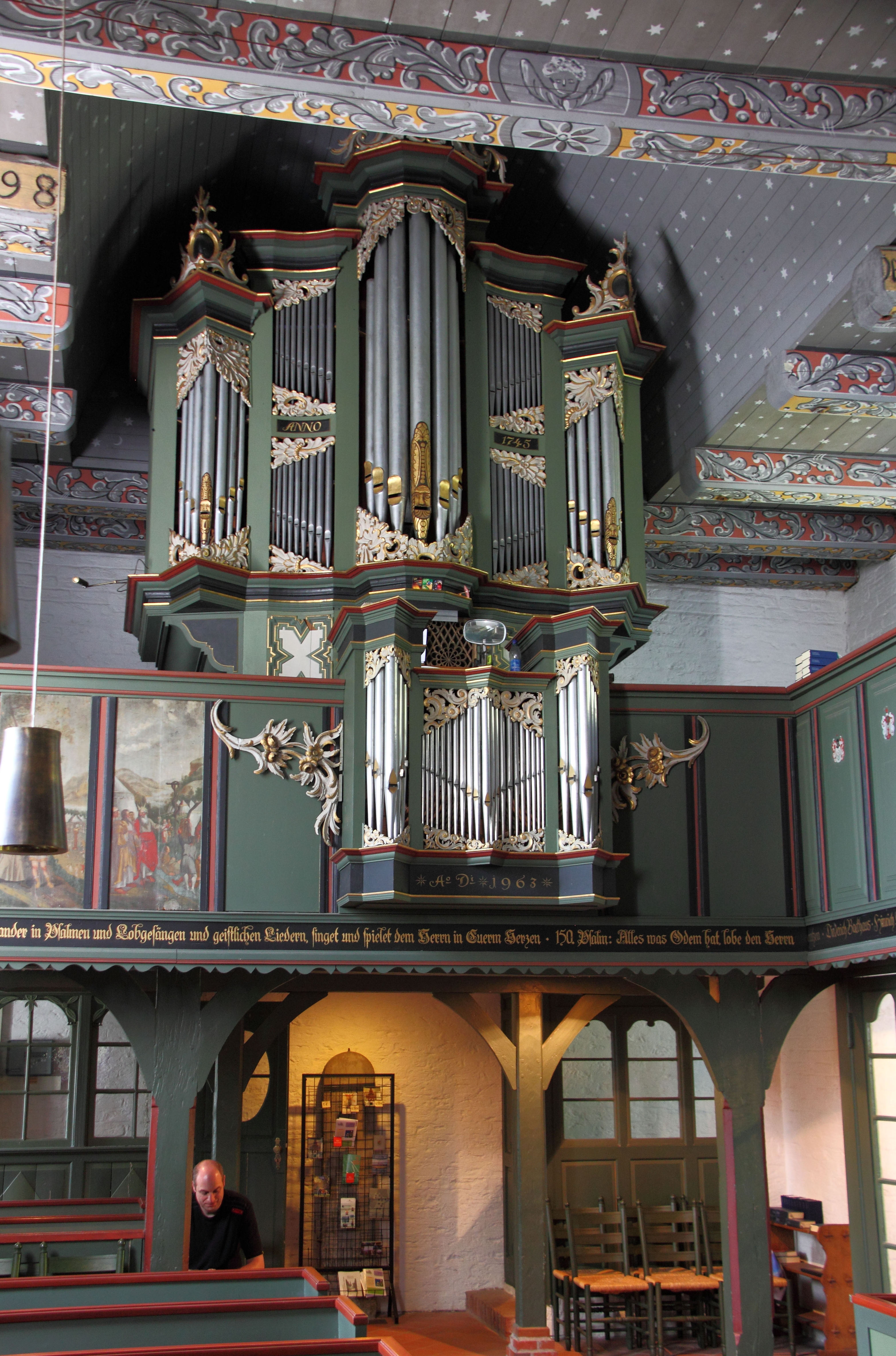
Orgel

## Muurfresco's
In de omgeving van het altaar werden muurschilderingen uit circa 1500 blootgelegd. De fresco's betreffen waarschijnlijk fragmenten van een veel groter geheel. De voorstellingen van de apostelen Petrus, Paulus en Johannes zijn met fragmenten van een inschrift in rankendecoraties en wijdingskruisen ingebed.

## Kerkmeubilair
De zaalkerk herbergt een opmerkelijke inventaris van Ludwig Münstermann en zijn atelier. Hieronder bevinden zich een rijk bewerkt altaar, het doopvont met deksel en het klankbord van de kansel.

## Orgel
Het eerste instrument uit 1660 bezat 10 registers, waarvan zes registers de tand des tijds hebben doorstaan. Wie de bouwer van dit eerste orgel was is onbekend. Het oude orgel werd in 1811 door de orgelbouwer Christoph Nord ontmanteld en in 1815 met gebruik van delen van een orgel uit de tweede helft van de 18e eeuw door de orgelbouwer Schmid herbouwd respectievelijk vergroot. In 1963 vulde Alfred Führer het orgel aan met een rugpositief en een pedaalwerk.